# Шторм (телесериал)
«Шторм» — российский драматический телесериал режиссёра Бориса Хлебникова. Премьерный показ первой серии состоялся в рамках 30-го фестиваля «Кинотавр» летом 2019 года. Первый сезон был показан на видеосервисе START осенью 2019 года. Широкий премьерный показ телесериала состоялся в марте 2020 года на телеканале «ТНТ».

## Сюжет
Сериал начинается с кадров трагедии: торжественное открытие Дворца спорта для детей прерывается обрушением крыши. Есть погибшие, в том числе дети.
Сергей Градов – один из лучших следователей 2 отдела ГСУ СК по Санкт-Петербургу. Он берется за дело о хищении денежных средств во время строительства Дворца спорта: следователь понимает, что документы сфальсифицированы, а за решетку отправили «козла отпущения».
Градов хочет привлечь к ответственности главу строительной компании Крюкова, кандидата в мэры. В этот момент Градов узнаёт, что его любимая женщина, Марина, тяжело больна. Ей нужна срочная пересадка печени и дорогостоящее лечение, иначе она умрет. Ради любимой Градов готов пойти на преступление и замять дело, так как для срочной операции в Германии нужен миллион евро. Он предлагает эту сделку адвокату Крюкова, но тот не соглашается, ведь против Крюкова нет улик. Чтобы достать улики, Градову приходится еще не раз преступить закон. Однако он готов на всё, лишь бы продлить жизнь Марине.
Проблема в том, что за Крюковым стоят еще более влиятельные люди, а лучший друг Градова, следователь 1 отдела ГСУ СК Осокин, начинает догадываться, что серия убийств в городе – дело рук его приятеля. Однако у него нет достаточных доказательств, ведь Градов умело заметает следы и умеет быть на шаг впереди. Градову удается получить миллион евро и отправить Марину в Германию, однако по возвращении выясняется, что лечение, которое ей назначили имеет побочные эффекты. Тяжелое психическое состояние Марины накладывается на открытую конфронтацию между Градовым и Осокиным. А те, кто стоял над Крюковым, мечтают уничтожить Градова, мешающего нормально отмывать деньги в городе.

## Производство
Сценарий Наталия Мещанинова написала за 5 месяцев, параллельно с работой над «Аритмией», специально под четырех актеров, исполнивших главные роли.
Сериал снимали в Кронштадте.
«Шторм» – третий сериал в фильмографии Бориса Хлебникова, после «Озабоченных» и «Обычной женщины», и вторая совместная работа – после «Аритмии» – с Наталией Мещаниновой.

## Актёры и персонажи

### В главных ролях
| Актёр           | Роль                                                                                           |
| --------------- | ---------------------------------------------------------------------------------------------- |
| Александр Робак | Сергей Градов старший следователь 2 отдела ГСУ СК по Санкт-Петербургу                          |
| Максим Лагашкин | Юрий Осокин друг Сергея, следователь по особо важным делам 1 отдела ГСУ СК по Санкт-Петербургу |
| Анна Михалкова  | Марина Кузнецова сожительница Сергея, психолог                                                 |

### В ролях
| Актёр                | Роль                                                             |
| -------------------- | ---------------------------------------------------------------- |
| Анна Котова-Дерябина | Женя Писарева любовница Осокина, секретарь прокуратуры           |
| Наталья Рогожкина    | Ольга Крюкова жена Семёна                                        |
| Геннадий Смирнов     | Семён Александрович Крюков хозяин строительной фирмы             |
| Александр Мосин      | Михаил Ефимович Моргулис глава фармацевтической фирмы            |
| Михаил Брашинский    | Григорий Глушаков адвокат                                        |
| Дарья Жовнер         | Варя дочь Марины                                                 |
| Дмитрий Лысенков     | Олег Леонов номинальный заместитель Крюкова                      |
| Валерий Дьяченко     | Евгений Анатольевич Маркин главный инженер строительного объекта |
| Илья Борисов         | Костик опер                                                      |
| Максим Яковлев       | Саша Скворцов бывший опер                                        |
| Сергей Уманов        | отец погибшего ребёнка                                           |
| Серафима Селиванова  | Агата Крюкова дочка Семёна и Ольги                               |
| Егор Соловьёв        | Марк Крюков сын Семёна и Ольги                                   |
| Евгений Муравич      | Олег Игоревич Лукьянов эксперт фармакологии                      |
| Тамара Абросимова    | мать Ольги Крюковой                                              |
| Ольга Альбанова      | Люба Маркина жена Евгения                                        |
| Анна Вартанян        | жена адвоката                                                    |
| Юрий Дельгадо        | Антон сын Григория                                               |
| Анна Пармас          | прокурор                                                         |
| Алексей Удальцов     | бандит                                                           |
| Степан Пивкин        | помощник прокурора                                               |

## Съёмочная группа
- Автор сценария: Наталия Мещанинова, Степан Девонин, Илья Тилькин.
- Режиссёр: Борис Хлебников.
- Оператор-постановщик: Алишер Хамидходжаев.
- Художник: Ольга Хлебникова.
- Композитор: Дмитрий Емельянов.

## Отзывы критиков
Сериал получил в основном положительные отзывы критиков, однако были и негативные оценки.

### Положительные
- Егор Москвитин, «Meduza»:

«Шторм», в отличие от меланхоличной «Обычной женщины», — сериал абсолютно зрительский. Событий первого эпизода могло бы хватить на половину сезона: здесь уместилось знакомство с персонажами, трагедия, действия героев, сопротивление антигероев, поиск союзников, борьба за ключевых свидетелей, события в личной жизни и сложнейший выбор — «Шторм» надвигается на зрителя с бешеной скоростью.
- Илона Егиазарова, «Вокруг ТВ»:

«Шторм» — проект, как бы это пафосно ни звучало, формирующий гражданское общество, способный менять психологию зрителя.
- Алексей Литовченко, «Российская газета»:

Вы, наверное, думаете, что самый мощный и реалистичный кинокомикс снял Тодд Филлипс. На самом деле этот ваш Тодд Филлипс – тьфу и растереть по сравнению с Борисом Хлебниковым. И Хоакин Феникс – тьфу и растереть по сравнению с Александром Робаком.

### Отрицательные
- Зинаида Пронченко, «Кинопоиск»:

Но сам «Шторм» как раз похож на персонажей Цыганова: стилистически он маловыразителен, даже безлик; фирменный почерк Хлебникова — тепло гуманизма и тонкие, интимные детали — пока не опознается.

## Награды и фестивали
Сериал был номинирован на премию «Золотой орёл» за 2019 год как лучший мини-сериал, актриса Анна Михалкова за роль в «Шторме» получила «Золотого орла» как лучшая актриса. «Шторм» получил премию New York Festivals TV and Film Awards в категории Streaming Drama, а также пять наград на фестивале «Утро Родины» в Южно-Сахалинске и стал лучшим интернет-сериалом по версии Второй премии в области веб-индустрии.
31 мая 2020 года на церемонии вручения премии Ассоциации продюсеров кино и телевидения «Шторм» получил 5 премий, будучи номинированным в 7 категориях: как лучший телевизионный мини-сериал (5–24 серии), лучшая сценарная работа (Наталия Мещанинова, Степан Девонин и Илья Тилькин), лучшая режиссерская работа (Борис Хлебников), а также в номинациях «Лучший актер телевизионного фильма/сериала» (Александр Робак) и «Лучший актер второго плана в телевизионном фильме/сериале» (Максим Лагашкин).
На XXXIV Торжественной церемонии вручения кинематографической премии "Ника" за 2019 и 2020 годы Б. Хлебников получил за сериал «Шторм» специальный приз Совета Академии «За творческие достижения в искусстве телевизионного кинематографа».